# Kritisk Revy
Kritisk Revy var et kulturradikalt tidsskrift redigeret og udgivet af Poul Henningsen. Første nummer udkom i juli 1926. Redaktionens sammensætning skiftede fra nummer til nummer, dog var arkitekterne Thorkild Henningsen og Edvard Heiberg gennemgående. De første numre omhandlede overvejende arkitektur, siden inddroges andre kulturelle, politiske og samfundsmæssige emner, blandt andet for at skabe debat om emner i et andet tidsskrift; Arkitekten. Blandt de faste medarbejdere var arkitekten Ivar Bentsen og forfatterne Otto Gelsted og Hans Kirk.
Bladet gik ind i 1928. Iflg. Poul Henningsen ikke på grund af økonomien, men fordi det savnede kvalificeret modstand i samfundsdebatten.